# Peugeot 407

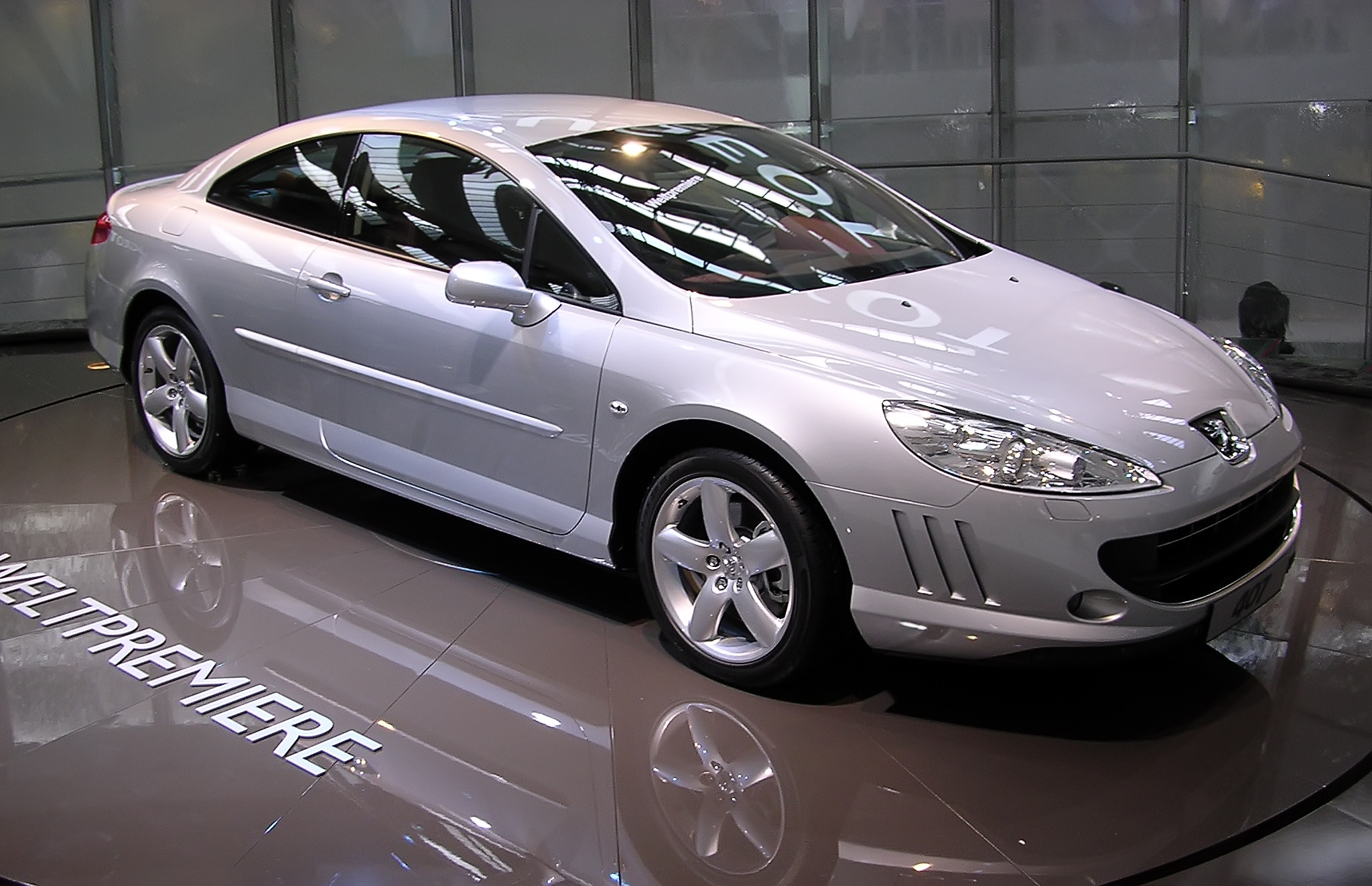
Peugeot 407 Coupé

Peugeot 407 är en mellanklassmodell som presenterades 2004 som årsmodell 2005. Den ersatte då 406-modellen. Designen anknyter till det formspråk som varit Peugeots signum sedan introduktionen av 206 1998 och byggde även på konceptbilen Peugeot 407 Elixir från 2003. Framträdande är de långt uppdragna strålkastarna, den stora vindrutan och det markanta grillpartiet i fronten.
Modellen finns som fyradörrars sedan, som kombi (SW) och som coupé. 
I EuroNCAPs krocktest erhöll Peugeot 407 högsta betyg, 5 stjärnor.

## Motorer
| Modell      | Årsmodell | Motor                   | Cylindervolym | Effekt   | Vridmoment | Bränslesystem                  |
| ----------- | --------- | ----------------------- | ------------- | -------- | ---------- | ------------------------------ |
| 1.8         | 2005      | 4-cyl radmotor DOHC 16V | 1749 cm³      | 115 hk   | 160 Nm     | Bränsleinsprutning             |
| 1.8         | 2006-     | 4-cyl radmotor DOHC 16V | 1749 cm³      | 125 hk   | 170 Nm     | Bränsleinsprutning             |
| 2.0         | 2005      | 4-cyl radmotor DOHC 16V | 1997 cm³      | 136 hk   | 190 Nm     | Bränsleinsprutning             |
| 2.0         | 2006-     | 4-cyl radmotor DOHC 16V | 1997 cm³      | 140 hk   | 200 Nm     | Bränsleinsprutning             |
| 2.0 BioFlex | 2009-2011 | 4-cyl radmotor DOHC 16V | 1997 cm³      | 140 hk   | 200 Nm     | Bränsleinsprutning, E85/Bensin |
| 2.2         | 2005      | 4-cyl radmotor DOHC 16V | 2230 cm³      | 158 hk   | 217 Nm     | Bränsleinsprutning             |
| 2.2         | 2006-     | 4-cyl radmotor DOHC 16V | 2230 cm³      | 163 hk   | 220 Nm     | Bränsleinsprutning             |
| 3.0         | 2005-     | V6-motor DOHC 24V       | 2946 cm³      | 207 hk   | 290 Nm     | Bränsleinsprutning             |
| 1.6 HDi     | 2005-     | 4-cyl radmotor DOHC 16V | 1560 cm³      | 109 hk   | 240 Nm     | Turbodiesel                    |
| 2.0 HDi     | 2005-     | 4-cyl radmotor DOHC 16V | 1997 cm³      | 136*¹ hk | 320 Nm     | Turbodiesel                    |
| 2.0 HDi     | 2010-     | 4-cyl radmotor DOHC 16V | 1997 cm³      | 163 hk   | 340 Nm     | Turbodiesel                    |
| 2.2 HDi     | 2008-     | 4-cyl radmotor DOHC 16V | 2179 cm³      | 170 hk   | 400 Nm     | Turbodiesel                    |
| 2.7 HDi     | 2008-2009 | V6-motor DOHC 24V       | 2720 cm³      | 204 hk   | 440 Nm     | Turbodiesel                    |
| 3.0 HDi²    | 2010-     | V6-motor DOHC 24V       | 2992 cm³      | 240 hk   | 450 Nm     | Turbodiesel                    |

- ¹ Från årsmodell 2009 140 i stället för 136 hk.
- ² Endast Coupé.